# Julius Meinl
Julius Meinl («Юлиус Майнль») — семейная компания по производству кофе, какао и чая со штаб-квартирой и производственными мощностями в Австрии и Италии, основанная в 1862 году Юлиусом Майнлем I (нем.).

## Описание
Компания Julius Meinl входит в топ-3 кофейных брендов премиум-категории более чем в 40 странах мира. Ведущим рынками традиционно являются Австрия, Италия, Россия и страны Центральной и Восточной Европы, однако бренд Julius Meinl также представлен в США, Израиле, Грузии, Армении, Узбекистане, Азербайджане, Казахстане, Китае, на острове Тайвань и в странах Ближнего Востока.
До настоящего времени компания остаётся в семейном управлении. Штаб-квартира компании расположена в Вене, на улице Юлиус-Майнл-гассе (Julius Meinl-Gasse), и там же работает обжарочный завод, специализирующийся на классической венской обжарке кофе. В 2005 году был открыт ещё один обжарочный завод в итальянской Виченце, который специализируется на темной итальянской обжарке.
В портфолио компании наряду с кофе также представлен чай Julius Meinl Tea, какао и горячий шоколад.

## Логотип
Логотип компании Julius Meinl изображает мальчика в феске — национальном турецком головном уборе. Такой выбор логотипа связан с тем, что традиция употребления кофе проникла в Вену из Османской империи. Самая первая версия логотипа была разработана австрийским художником Йозефом Биндером в 1924 году (Биндер работал также над рекламными плакатами фирмы). Со временем логотип визуально несколько трансформировался, но содержательно остался неизменным.  

## Julius Meinl в России
С 1990 года продукция Julius Meinl начала впервые поставляться в СССР. В Москве было открыты несколько фирменных супермаркетов Julius Meinl. Официальное подразделение компании Julius Meinl было открыто в России в 2007 году. Бренд широко представлен в B2B сегменте (business to business), является лидером среди международных производителей кофе и чая на российском рынке HoReCa. В портфолио компании — кофе, чай, какао, оборудование.

## Чай Julius Meinl
Чай в ассортименте компании Юлиус Майнл представлен с 1862 года. Компания в основном фокусируется на листовом чае для сегмента B2B - HoReCa.
Пакетированный чай Юлиус Майнл производится на фабриках в Германии и Польше. Пакетированный чай получил премию «Продукт Года» на выставке World Food 2020г.

## Упоминания в массовой культуре
Бренд Julius Meinl послужил прообразом кафе в духе венских традиций в романе «Кофемолка» Михаила Идова.